# Circonscription de Hume

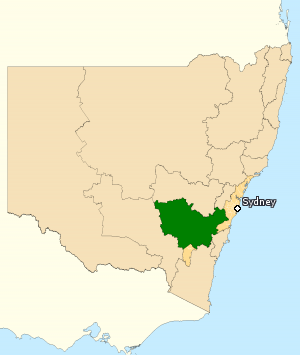
La circonscription de Hume (en vert) en Nouvelle-Galles du Sud.

La circonscription de Hume est une circonscription électorale australienne en Nouvelle-Galles du Sud. Elle est située dans la partie centrale de l'État, juste au nord du Territoire de la capitale australienne. Elle comprend la ville de Goulburn, et des villes comme Bowral, Yass et Crookwell. C'est une région à prédominance rurale, l'agriculture et les mines de charbon fournissant les principales ressources. 
La circonscription a été créée en 1900 et est l'une des 75 circonscriptions d'origine. Elle porte le nom d'Hamilton Hume, l'un des premiers Européens à avoir traversé la région. 

## Députés
| Nom                   | Parti             | Période de mandat |
| --------------------- | ----------------- | ----------------- |
| William Lyne          | Protectionniste   | 1901–1909         |
| William Lyne          | Sans étiquette    | 1909-1913         |
| Robert Patten         | Commonwealth      | 1913–1916         |
| Robert Patten         | Nationaliste      | 1916–1917         |
| Franc Falkiner        | Nationaliste      | 1917–1919         |
| Parker Moloney        | Travailliste      | 1919-1931         |
| Thomas Collins        | Country           | 1931-1943         |
| Arthur Fuller         | Travailliste      | 1943-1949         |
| Charles Anderson (en) | Country           | 1949-1951         |
| Arthur Fuller         | Travailliste      | 1951-1955         |
| Charles Anderson (en) | Country           | 1955-1961         |
| Arthur Fuller         | Travailliste      | 1961-1963         |
| John Pettitt          | Country           | 1963-1972         |
| Frank Olley           | Travailliste      | 1972-1974         |
| Stephen Lusher        | Country, National | 1974–1984         |
| Wal Fife              | Libéral           | 1984–1993         |
| John Sharp            | National          | 1993–1998         |
| Alby Schultz          | Libéral           | 1998-2013         |
| Angus Taylor          | Libéral           | 2013-en cours     |